# Alfonso Sánchez Martínez
Alfonso Sánchez Martínez (Toledo, 11 de juliol de 1911 i va morir en Madrid el 8 de setembre de 1981) fou un periodista i crític de cinema espanyol.

## Biografia
Nascut casualment a Toledo, car al seu pare, Alfonso Sánchez Ibáñez, Inspector de Primer Ensenyament, natural de Lorquí, el van destinar temporalment a aquesta ciutat, on la seva dona, Práxedes Martínez Carbonell, va anar a visitar-lo, i en la pensió en què s'allotjaven va donar a llum. Als tres mesos d'edat, la família es va traslladar a Madrid, nova destinació del seu pare; en la capital d'Espanya va estudiar el primer ensenyament en els Escolapis d'Embajadores i el batxillerat a l'Institut San Isidro de Madrid. Amb vint-i-un anys va acabar la carrera de Dret en la Universitat Central del carrer de San Bernardo, de la qual obtindria el diploma el 1932. El cop d'estat del 18 de juliol de 1936 es produeix estant de vacances a Lorquí, on s'integra en l'exèrcit de Franco, com a redactor d'una emissora de ràdio. Acaba la guerra amb el grau d'alferes provisional, i torna a la seva casa de Madrid, en el número 13 de la carrer del Doctor Cortezo, on viuria fins a la seva mort.
Mai va exercir la carrera de Dret i es va consagrar a la seva gran passió: el cinema, escrivint sobre ell en diferents mitjans. En primer lloc, abans de la guerra, en la revista Misiones, i a partir de 1941 al diari El Alcázar de Madrid i a les revistes Primer Plano i Cámara. Des dels anys quaranta va participar també en La Codorniz amb el passatemps "Está usted seguro?", i més tard amb una sèrie d'articles signats amb el pseudònim de "Chistera", sota el títol "Nada con sifón", que va publicar setmanalment fins a 1977. També va col·laborar a partir de 1951 en La Hoja del Lunes de Madrid, en el diari Informaciones a partir de 1954 amb la seva famosa "Mi Columna", i posteriorment a ABC.
Va debutar a TVE el 1959 on amb el temps aconseguiria gran popularitat amb les seves valorades crítiques de cinema en programes com a Punto de vista (1963), En Antena (1963), Panorama de Actualidad (1963), Buenas Tardes (1970-1974), Revistero (1975) o Revista de cine (1976-1979).
Malgrat la seva estreta vinculació amb el món de la pantalla, només en una ocasió va treballar com a guionista en una pel·lícula: Pacto de silencio (1949) de Antonio Fernández-Román. El 1980 José Luis Garci li va fer el seu particular homenatge amb el curtmetratge titulat Alfonso Sánchez. Amic de Jardiel, Mihura, Tono, Herreros, Mingote, i madrileny d'adopció, va ser recordat per l'Ajuntament de Madrid amb una placa homenatge col·locada en l'edifici de la seva casa en Doctor Cortezo, on es llegeix: "Des d'aquesta casa durant més de 50 anys Alfonso Sánchez va fer crítica de cinema i periodisme innovador (1911-1981)".
Entre els llibres que va publicar, destaquen ¿Está usted seguro? Mis mil preguntas en La Codorniz, amb pròleg d'Adriano del Valle (anys 40) i el 1972 Iniciación al cine moderno, Editorial Magisteri Espanyol, dos volums. I un parell de volums aliens a la seva especialitat: Los mandos aliados de la invasión i La caza alemana..

## Premis i condecoracions
Medalles del Cercle d'Escriptors Cinematogràfics
| Any  | Categoria              | Treball               | Resultat  |
| ---- | ---------------------- | --------------------- | --------- |
| 1952 | Millor labor literària |                       | Guanyador |
| 1957 | Millor labor literària |                       | Guanyador |
| 1972 | Millor llibre          | Introducció al cinema | Guanyador |

- Premi de la Direcció General de Cinematografia i Teatre (1963).
- Encomana de l'Orde d'Isabel la Catòlica. Madrid, 17 de juny de 1975.
- Títol de Comendador de l'Orde del Mèrit Civil. Madrid, 24 d'octubre de 1977.
- Premi nacional Bravo, instituït per la Comissió Episcopal de Mitjans de comunicació Social (1977).
- Medalla del treball (1979).
- Té un carrer en el municipi d'Almeria.